# Г-20
Групата на двайсетте, съкратено Г-20 (официално: на английски: Group of Twenty Finance Ministers and Central Bank Governors), е група от 19 страни с най-големи икономики в света плюс Европейския съюз, представян от държавата председател на Съвета на ЕС (освен в случаите, когато страната председател е член на Г-7 и по такъв начин вече е представена в Г-20).
Това са Австралия, Аржентина, Бразилия, Великобритания, Германия, Индия, Индонезия, Италия, Канада, Китай, Мексико, Русия, Саудитска Арабия, САЩ, Турция, Франция, Южна Корея, ЮАР, Япония и Европейският съюз.
Освен това, обикновено на срещите на G20 присъстват представители на Международния валутен фонд и Световната банка. Г-20 е създадена първоначално като Г-7 на 26 септември 1999 г. Г-20 е неофициална инициатива, в която участват финансови министри и управители на централни банки с цел сътрудничество и консултация в областите на международната финансова система, глобалната икономика и други икономически сфери.
Г-20 произвежда 90 % от световния брутен национален продукт, генерира 80 % от международната търговия (включително търговията в самата ЕС) и обхваща две трети от населението на света.
Г-20 е предложен от бившия канадски министър на финансите Пол Мартин (който впоследствие става министър-председател на Канада) за сътрудничество и консултации по въпроси, свързани с международната финансова система. Тя изучава, преглежда и насърчава дискусии по политически въпроси, свързани с насърчаване на международната финансова стабилност и има за цел да разглежда въпроси, които са извън отговорността на всяка една друга организация.
Ръководителите на Г-20 се срещат два пъти годишно от 2008 до 2010 г. От началото на 2011 г. срещите се провеждат веднъж годишно. Последната среща е в Хамбург на 7 – 8 юли 2017 г. 

## Организация
Г-20 работи без постоянен секретариат или персонал. Председателят се сменя всяка година и е избиран от различни регионални групи на страните членки. Сегашният председател установява временен секретариат през периода на своят мандат, който координира работната група и организира заседанията му.

### Предложения за постоянен секретариат
През 2010 г. френският президент Никола Саркози предлага, че трябва да се създаде постоянен секретариат на страните от Г-20. Сеул и Париж бяха предложени като вероятни места за централата на Г-20. Китай и Бразилия подкрепиха създаването на секретариата, докато Япония и Италия бяха против такава иновация. Южна Корея предложи „Кибер Секретариат“ като алтернатива.

## Страни членки и организации
През 2011 г. има 20 страни членки на Г-20. Това включва както срещите на високо ниво, лидерите на 19 страни членки и лидера на ЕС, така и срещи на министерско ниво, финансови министри, управители на централните банки на 19-те страни и на ЕС. Също така Испания и Холандия взимат участие на последните четири срещи на върха на Г20, въпреки че не се признават за членки. Като допълнение на тези 20 членки, следните форуми и институции са представени от техните представители (Главни изпълнителни директори), участващи на срещите на върха на Г20.
- директора на международния валутен фонд
- председателя на Международния валутен фонд
- президента на Световната банка
- Международния валутен и финансов комитет
- председателя на Комисията по развитие
Членството не показва точно 19-те най-големи икономики на света през всяка година. Организацията гласи:
„В един форум като Г-20 е особено важно броят на страните, които участват, да се ограничи, за да се осигури ефективност последователност на неговата дейност. Няма точни критерии за членство в Г-20 и съставът на групата не е променян откакто е основан. С оглед на целите на Г-20 беше счетено за важно, че страните и регионите, които са със значение на международната финансова система, ще бъдат включени. Аспекти като географско значение и население също играят важна роля.“
Всички 19 членки са сред топ 28 измерени по БВП в списъка, публикуван от МВФ през 2010. Не са представени в Г-20 Швейцария, Тайван и Норвегия, въпреки че те се нареждат по по-високи показатели от някои страни членки. Испания, Холандия, Белгия, Швеция, Полша и Австрия са включени само като част от ЕС, а не поотделно. Когато страните са измерени по БВП и по ППП (паритет на покупателната способност), тогава всичките 19 членки са сред първите 25 икономики в света през 2009 г. (с данни от 2010 г.) според МВФ. Иран и Тайван не са членове на Г20, докато Испания, Полша и Холандия са само вкючени като част от ЕС. Въпреки това, в листата за среден БВП, изчислен през годините откакто групата е създадена (1999 – 2008 г.), само Испания, Холандия, Тайван и Полша имат по-голям БВП от страните членки на Г20. Испания, като 12-ата най-голямата икономика на света и 6-а в Европа по измерен номинален вътрешен продукт, е поискала достъп до организацията самостоятелно, като е присъствала на последните три срещи със своя собствена делегация.

### Членове
- Аржентина
- Австралия
- Бразилия
- Канада
- Китай
- Франция
- Германия
- Индия
- Индонезия
- Италия
- Япония
- Южна Корея
- Мексико
- Русия
- Саудитска Арабия
- Република Южна Африка
- Турция
- Великобритания
- САЩ
- Европейски съюз

## Поканени
Обикновено някои страни, които не са постоянни членове на Г-20, все пак имат покани, за да участват на срещите на върха. Поканените са избирани от страната домакин. За срещата през 2010 г. например, Канада и Южна Корея канят Етиопия, Малави, Виетнам както и Испания. Като една от 10-те най-големи икономики в света, Испания е била поканена на всяка среща на върха. Канада също кани Холандия (16-ата най-голяма икономика в света), докато Корея кани Сингапур. Канада и Южна Корея, канят седем международни организации: ООН, Международна организация на труда, Световната банка, Международният валутен фонд, Организацията за икономическо сътрудничество и развитие, Световната търговска организация, както и Съвета за финансова стабилност.

## История
Групата Г-20, която наследява Г-33, която от своя страна замества Г-22, е загатната в Кьолн на Г-7 през юни 1999 г., но е официално създадена на срещата на заседанието на финансовите министри на Г-7 на 26 септември 1999 г. Срещата за откриването се състои на 15 – 16 декември 1999 г. в Берлин. През 2008 г. Испания и Холандия са поканени от Франция за срещата на върха на лидерите на финансовите пазари и световната икономика на Г-20.
През 2006 г. темата на срещата на Г-20 е „Строителство и поддържане на просперитета“. Обсъжданите въпроси включват вътрешни реформи за постигане на устойчив растеж, световната енергетика и пазарите „Реформа“ на Световната банка и МВФ, както и въздействието на демографските промени, в резултат на застаряването на населението. Тревор Манюел, депутат, министър на финансите на ЮАР, е председател на Г-20, когато ЮАР е домакин на секретариата през 2007 г. Гидо Мантега, министър на финансите на Бразилия, е председател на Г20 през 2008 г. Бразилия предлага диалог за конкуренцията на финансовите пазари, чиста енергетика и икономическо развитие. В изявление след срещата на финансовите министри на Г-7 на 11 октомври 2008 г. американският президент Джордж Уокър Буш заявява, че на следващата среща на Г20 ще бъде важно намирането на решение на икономическата криза от 2008 г. Инициатива от френския президент Никола Саркози и британският министър-председател Гордън Браун довежда до извънредна среща на Г-20 на 15 ноември 2008 г.

### Срещи на високо равнище
Срещата на високо равнище на Г-20 е създадена като отговор на двете финансови кризи през 2007 г. и 2010 г. и като нарастващото недоволство на страните, които не са включени в сърцевината на световната икономическа дискусия. Срещите на Г-20 са проведени, за да може министрите на финансите и управителите на централните банки да продължават да водят диалог и да подготвят своите лидери при прилагането на техните решения. След първата среща във Вашингтон през 2008 г. лидерите на Г-20 се срещат два пъти през 2009 г. в Лондон и Питсбърг и през 2010 г. в Торонто и Сеул.
От началото на 2011 г., когато Франция е домакин и председател на Г-20, срещата е само веднъж годишно. Хамбург е домакин на срещата през 2017 г. Сред водещите теми на Г-20 на тази среща са търговията, климата, Северна Корея. На нея се провежда първата лична среща между президентите на САЩ и Русия – Доналд Тръмп и Владимир Путин. 

## Критики

### Изключителността на членството
Въпреки че Г-20 стартира като групата на „икономическата тежест и широкото членство, което му дава висока степен на легитимност и влияние върху управлението на световната икономика и финансовата система“, неговата легитимност е оспорвана. По отношение на членските въпроси американският президент Барак Обама отбеляза, че е трудно всеки да бъде доволен: „всеки иска да бъде включен дори в най-малката група. Така че ако те са 21-вата най-голяма нация в света, те искат да има Г-21 и си мислят, че е изключително несправедливо да не бъдат включени в групата“.

#### Позицията на Норвегия
В интервю за списание „Шпигел“ норвежкият външен министър Йонас Гар Стьор нарече Г-20 „един от най-големите неуспехи от Втората световна война насам“. Въпреки че Норвегия е с най-големия принос към програмите за развитие на СБ и ООН, тя не е член на ЕС и по този начин тя не е представена в Г-20 дори и косвено. Норвегия, както и другите 180 нации, които не са включени в Г-20, има съвсем малък или по-скоро никакъв глас в групата. Стьор определя Г-20 като самостоятелна група, която подкопава легитимността на организациите, създадени след Втората Световна Война, организации като МВФ, СБ и ООН:
„Г-20 е самостоятелна група. Нейният състав и нейните правомощия се определят от големите държави. Може да бъде по-представителна от Г-7 и Г-8, в които само най-големите и богати страни са представени, но Г-20 все още е условна група. Ние вече не живеем в 19 век, време, в което големите сили се срещаха и пренарисуваха картата на света. На никого не му трябва нов Виенски Конгрес.“

#### Група 3G
Според сингапурския представител в ООН, членовете на ООН, които не са в Г-20, са отговорили на изключителността на Г-20 с безразличие или са отказали да признаят легитимността на Г-20, или приемащи това, че Г-20 ще бъде основен форум на международното икономическо сътрудничество в бъдеще, но се надява да „ангажира Г-20, като защитава интересите на всички“. От тази последна група Сингапур зае водеща роля в организирането на неформалната „Глобална група за управление“ от 28 от страните, които не членуват в Г-20, като идеята е да работят заедно и да могат да изпращат своите мнения в Г-20. Сингапурското председателството на „Глобалната група за управление“ беше цитирано като основна причина за поканата на Сингапур на срещата на върха на Г-20 през ноември 2010 г. в Южна Корея.

### Загриженост за прозрачност
Прозрачността на Г-20 също е поставена под въпрос от критиците, които обръщат внимание върху липсата на устав и факта, че най-важните срещи са при закрити врати. Критиците предлагат алтернатива такава като „Икономически съвет за сигурност“ в рамките на ООН, където членовете да бъдат избирани от общото събрание въз основа на тяхното значение в световната икономика и приносът, който са готови да предоставят на света в икономическото развитие.
Цената и степента на срещите на върха, свързани със сигурността, често е спорен въпрос в страната-домакин и срещите на високо равнище на Г-20 привличат протестиращи от различни среди включително анархисти, антикапиталисти и националисти.

## Градове, домакинствали на срещи на върха на Г-20
- 1999: Берлин, Германия
- 2000: Монреал, Канада
- 2001: Отава, Канада
- 2002: Делхи, Индия
- 2003: Морелия, Мексико
- 2004: Берлин, Германия
- 2005: Пекин, Китай
- 2006: Мелбърн, Австралия
- 2007: Кейп Таун, ЮАР
- 2008: Вашингтон, САЩ
- 2009: Лондон, Великобритания
- 2010: Сеул, Южна Корея
- 2011: Кан, Франция
- 2012: Лос Кабос, Мексико
- 2013: Санкт Петербург, Русия
- 2014: Бризбейн, Австралия
- 2015: Анталия, Турция
- 2016: Ханчжоу, Китай
- 2017: Хамбург, Германия
- 2018: Буенос Айрес, Аржентина
- 2019: Осака, Япония
- 2022: Бали, Индонезия